# メトキシメチル基
メトキシメチル基 (methoxymethyl group) とは、有機合成化学における保護基のひとつ。構造は CH3OCH2- で、アルコールもしくはフェノールのヒドロキシ基を保護するために用いられる。構造式上で MOM と略される。

## 保護
アルコール（またはフェノール）に水素化ナトリウムなどの強塩基を作用させてアルコキシド（またはフェノキシド）とし、そこへクロロメチルメチルエーテルを作用させると MOM保護を受けた生成物が得られる。
この反応はウィリアムソン合成の一種で、SN2機構で進行する。

## 反応性、脱保護
ヒドロキシ基を保護した形がアセタールとなっているため、一般に酸への反応性が高いが、塩基や還元剤への耐性がある。そのため、脱保護は酸を触媒とした加水分解により行われる。